# 文藝時代
『文藝時代』（ぶんげいじだい）は、日本の文芸雑誌。1924年（大正13年）10月に金星堂から創刊された。誌名は「宗教時代より文藝時代へ」という意図で、発起人の川端康成により名付けられた。
創刊号に掲載された横光利一の「頭ならびに腹」の独特な文体により、同人らは「新感覚派」と命名され注目を浴びたが、その後の主要な有力同人の個別活動の活発化や、左傾化した一部同人の離脱、売上げ不振などにより1927年（昭和2年）5月号（第4巻第5号）をもって終刊した（通巻32冊）。
第一次世界大戦期のヨーロッパで興ったダダイスム、芸術の革命が目指されたアバンギャルド運動、ドイツ表現主義に触発されて創刊された『文藝時代』は、従来の自然主義文学や客観主義を超える独自の新主観主義的な新しい感覚表現を目指した。主要同人の川端康成、横光利一らの作品はモダニズム文学として評価され、『文藝時代』は、青野季吉らプロレタリア文学派の『文藝戦線』とともに、大正後期から昭和初期にかけての大きな文学の二大潮流となった。

## 時代背景

### 西欧からの新しい潮流
20世紀初頭、約4年にもわたりヨーロッパ中の人々を戦禍に巻き込んだ第一次世界大戦期の混乱状態にあったヨーロッパ諸国では、フォーヴィスム、キュビスム、未来派、表現主義、ダダイズム、シュールレアリスム、抽象主義、シュプレマティスム、ネオ・プラスティシズム、構成主義など、既成の価値観や形式を否定するアバンギャルド系の芸術運動が隆盛となっていた。
1918年（大正7年）の世界大戦終結後、連合国側にいた日本にも、そうしたヨーロッパのダダイスム、ドイツ表現主義などの前衛芸術理論が各分野に盛んに移入されてきていた。さらに、その前年にロシアで起った共産主義革命（1917年）により、本格的にマルクス主義思想も流入し、日本初の「日本社会主義同盟」が1920年（大正9年）12月に結成された。
当時の日本文学界にも、これら欧州の思潮を模倣した前衛芸術や革命運動と連動する形で、旧来の自然主義文学や静的な写実主義とは違った、新しい方法論を模索する動きが起っていた。大正期中頃の近代文学は、自由競争社会における「搾取する自由」や、人々が反目し合う「醜いエゴイズム」の問題を解決する術を模索しながらも一つの行き詰まり期にもさしかかっていた。
自然主義文学が全盛期だった頃には、江戸文芸の流れをくむ泉鏡花の幻想性やフィクション性が冷遇されていたが、大正期は、戯曲から出発した菊池寛や久米正雄らも出現し、谷崎潤一郎など多くの作家が戯曲にも旺盛な意欲をみせていた。こうした戯曲の隆盛も旧来の自然主義文学に対する反動的な流れの一つであった。
新興芸術の映画の世界にも小説家が関与する動きもあり、大正活映の文芸顧問となった谷崎潤一郎は1920年（大正9年）の映画『アマチュア倶楽部』の脚本を書いた。翌年1921年（大正10年）にはドイツ表現主義の斬新な映画『カリガリ博士』が日本でも上映され、作家たちに大きな刺激を与えた。
前衛芸術の未来派は、イタリアの詩人・マリネッティの「未来派宣言」（『ル・フィガロ』1909年2月20日掲載）をいち早く森鷗外が明治期に翻訳・紹介し、高村光太郎も未来派に関する論を翻訳していたが、そのマリネッティを模倣する形で、大正期の詩人・平戸廉吉が「日本未来派宣言運動」と題するパンフレットを1921年（大正10年）12月に日比谷の街頭で撒布した。
この平戸廉吉の前衛運動に感化され、萩原恭次郎・岡本潤・川崎長太郎・壺井繁治らによる「詩とは爆弾である」と標榜したアバンギャルド系雑誌『赤と黒』が1923年（大正12年）1月に創刊され、高橋新吉も同年2月に『ダダイスト新吉の詩』を出版する流れがあった。高橋新吉と交流した吉行エイスケも雑誌『ダダイスム』を前年1922年（大正11年）12月に創刊し、会員制カフェー「ダダ」設立などの動きもあった。
一方、マルクス主義の社会革命運動に支えられた革命文学（プロレタリア文学）の動きとしては、1921年（大正10年）2月に、農民の労働を尊重した雑誌『種蒔く人』が小牧近江・金子洋文・今野賢三らにより秋田県土崎港町から創刊された。10月には東京版『種蒔く人』も創刊され、同人に佐々木孝丸・村松正俊・柳瀬正夢などが加わった。
この頃、東京帝国大学文学部の学生だった川端康成は、1921年（大正10年）2月に同級生ら4名と第6次『新思潮』を創刊していた。やがて川端は、英文科の時の同級で当時西欧のダダイズムや表現派の紹介をしていた北村喜八から様々な話を聞き、新たな文芸を開拓すべく「新表現と新精神の創造」の方向に舵を切ろうとしていた。
川端の第一高等学校時代の後輩だった村山知義も、1923年（大正12年）6月に結成したグループ「マヴォ」で構成派（構成主義）の旗手として多彩な活躍をみせ、翌年の1924年（大正13年）7月に村山主導により美術系前衛雑誌『MAVO』を創刊した。

### 大正文壇内の勢力・対立関係
「日本社会主義同盟」などの運動が興り、それまで思想とほとんど無縁だった大正文壇にも社会の中心的話題に関心に寄せざるを得ない状況が生まれる中、身辺の告白小説や旧来的な私小説の影が次第に薄くなり、島崎藤村が暗示的に述べていた「行く路は難い」「時代の難さ」という「文学行路の難さ」に新たな要素が加味されつつあった。
この頃は、プロレタリア系の青野季吉、平林初之輔、前田河広一郎などの論客が頭角を現わし、他方では耽美派の谷崎潤一郎、新思潮系の芥川龍之介、詩人の佐藤春夫といった花形作家が才華を競い合っていた。大手文芸雑誌の『新潮』『改造』『中央公論』も、そうした人気の中堅作家や、志賀直哉ら白樺派など大家の作品で占められ、なかなか無名作家の出る幕がなかった。
そうした文壇に対し「上がつかえている」という閉塞感を持っていた「文士のタマゴ」の青年たちは、後輩の面倒見の良い菊池寛を慕って集まっていた。この頃の菊池は、文壇人の一部からは純文学ではないと批判されつつも新聞連載小説「真珠夫人」が大当たりし、大正の樋口一葉を目指すべく時代の半歩先をいくような大正時代の新たな通俗小説の開拓に励んでいた。ジャーナリズムの寵児的存在にもなった菊池は、孤立しがちな文学者の社会的地位向上を目指し、相互扶助的な「劇作家協会」や「小説家協会」（日本文藝家協会の母体）も結成していた。
社会の話題にも関心を寄せていた菊池は、資本主義の不正・不当に対抗する社会主義の理論自体は否定せず、世の中がいずれ社会主義化するのは「時の問題」と考え、あとは「時と手段の問題」が残っているだけと語ったが、こと階級意識を掲げるプロレタリア文学に関しては、「芸術本体に階級なし」と異論を呈した。
菊池は、どんなに政治や社会上の時代変化があろうとも音楽や絵画の芸術本体が普遍であるのと同様、「文藝の芸術的部分は階級と関係なしに、一定不変である」と主張し、芸術が本来の道を外れ政治的功利に利用される時は「堕落する」と断じつつ階級芸術理論を「迷妄」と批判した上で、目下のプロレタリア文学は真の労働者が要求する文藝ではないとした。そのため菊池はプロレタリア系から反発をくらい、「ブルジョア作家」と非難を浴びていた。
こうした文壇内のプロレタリア系の新動向や、文壇人の通俗小説に対する偏見、新人らの不満などを背景に、菊池は文壇に打って出る決意を固め、狭い文壇世界を越えて誰もが遠慮なく自由に物が言える雑文雑誌、無名作家のデビューの足がかりとなり得る雑誌を目指して、1923年（大正12年）1月に朋友の芥川龍之介や久米正雄とともに『文藝春秋』を私費で創刊した（当時の発売元は春陽堂）。
当時『中央公論』が1円、『新潮』が80銭の中、『文藝春秋』創刊号は10銭という破格の安さで、わずか28頁の薄い雑誌であったが、たちまち3,000部が完売し直接購読（定期購読）の申し込みも150件以上来た。『文藝春秋』は巻頭を飾る芥川のアフォリズム的な連載随筆コラム「侏儒の言葉」が特色でもあった。
好調な売れ行きに勢いづいた菊池は、4,000部に増刷した2号にて「私が知つてゐる若い人達」と紹介しながら、新進作家の川端康成ら第6次『新思潮』同人、ほぼ無名の横光利一らを『文藝春秋』の同人に加えた。この2号にはプロレタリア系作家の評論も掲載され、その呉越同舟の編集方針が人気を呼んだ。1万部まで大増刷された5号は「特別創作号」と銘打ち、横光の名が一躍有名となる「蠅」が掲載された。
将来性を予感させる横光や川端を従えた菊池の『文藝春秋』は順調に売上げを伸ばし、大正文壇の新たな転回への刺激剤になっていった。横光はプロレタリア文学については菊池同様の立場をとり、「階級文学の提称は、最早や文学の世界にあつては時代錯誤である」とプロレタリア系論客に対抗した。
川端も、「プロレタリア作品即ち下らない作品」という概念を世間に与えたプロレタリア作家の罪は「九死に価ひする」と手厳しい意見をするなどしていたが、前田河広一郎、金子洋文、今野賢三は新しい感覚を持っていると高評価し、作品本位の柔軟な姿勢だった。
当時、新進気鋭の文芸時評家として歯に衣着せぬ発言をしていた川端の目下の敵は、プロレタリア系の動きの方ではなく、「旧態依然たる」既成作家や既成文壇だった。既成の批評家は実際の作品をよく読みもせず、あるいは読めず（文章の善し悪しも分らず）、固定観念に縛られ、若い世代の作品を評価することができないことが川端の不満であり、彼らによって若い才能の芽が摘まれてしまうことが我慢ならなかった。
川端は『新潮』合評会の権威的なあり方（恩恵と同時に、場合によっては青年作家の将来を潰しかねない「害毒」の危険性）を率直に述べ、程度の低い「文壇常識」から出なくなった合評会諸氏の言葉は、諸氏が進展しなくなった証拠であるとして、「やがて現れるであらう新鮮なものに席を譲るべき時が来た」と挑戦的な姿勢を示した。
『新潮』合評会には、当時中村武羅夫、宇野浩二、近松秋江などがいて、中村は川端の発言に対し烈火のように怒っていた。中村は『新潮』の編集者として文壇に睨みをきかしていた存在でもあった。横光の「蠅」ついても中村は「行き方が、まともでないやうな気がする」と低評価をしていた。川端が宇野の作品「心づくし」を貶した後、宇野も川端の作品「篝火」を貶すという対立関係もあった。

### 関東大震災
『文藝春秋』の創刊から7か月後の1923年（大正12年）9月1日、関東一円を襲う関東大震災が起った。地震による家屋倒壊だけでなく、3日にもわたって燃え続けた大規模火災により甚大な被災者数（死傷者約20万人）が出た。焦土と化した東京には人々の絶望と様々な混乱が渦巻いていた。
戦争による惨禍にも近い大被害は、多くの関東在住の作家たちの内面やその後の活動にも大きな影響をもたらすことになった。大地震の瞬間、ちょうど神田の東京堂書店の店先で立ち読みしていた横光利一は、家々が倒壊し火の海と化した街中を駿河台方面に逃げ、辛うじて助かった（小石川区の下宿は全倒壊）。
横光は、住民の多くがいずれ東京に大地震の来ることを想像していながらも甚大な被害に陥った要因を、人々が「警告し合ふ暇」を忘れ、損をしてまでその「暇」を作ることをせず、自分の存命中には大災害は起らないだろうと高をくくったからだと考え、そうした人間の「功利」と「功利から産れた文化」を敵視すると同時に、今後益々猛烈になるであろう「かく災害を大ならしめた科学と、自然の闘ひ」を震災後に強く意識するようになった。
震災の影響で休刊や廃刊となる同人雑誌も相次ぎ、大正期を代表する『白樺』をはじめ、『解放』、第二次『明星』、プロレタリア文学系の『種蒔く人』などが廃刊となった。一時代を築いた『白樺』は、反自然主義を掲げた武者小路実篤の出現で「文壇の天窓が開け放つて、爽な空気」が入ったと、芥川龍之介に回想された雑誌であった。
菊池寛の『文藝春秋』も、刷り上がっていた9月号が印刷所もろとも焼失し、10月号も休刊した。災害の惨状を目の当たりにした菊池はすっかり悲観し大阪への移住を真剣に考え、床屋への転職や武者小路実篤の「新しき村」のような自給自足の生活に入ろうともした。「生活第一」という信条を持つ菊池は、大勢の飢えた子供らを前に芸術は無力だ、「人は、つきつめるとパンのみで生きるものだ。それ以外のものは、余裕であり贅沢である」と実感し、そのまま廃刊を決意するが、若い同人らが復刊を望み11月号から再開された。
震災前の東京は、明治後の近代化（文明開化）の歩みとともに都市開発の発展途上にあったが、まだ江戸の余光が保たれていた。しかし、そうした江戸の名残の古い町並みや古美術・古書もほとんど灰燼となった。震災被害が酷かった東京はその後意外と早く復興し始め、都市化が飛躍的に進んでいった。震災4年前の1919年（大正8年）に都市計画法は公布されてはいたものの、実際にそれが加速・実現されたのは震災復興だった。
横光は、焼け野原の東京で盛んに見るようになった「近代科学の具象物」（「自動車といふ速力の変化物」「ラヂオといふ声音の奇形物」「飛行機といふ鳥類の模型」）によって、青年期にあった自身の感覚が変容したこと自覚した。また、日本人の文化や生活にとって関東大震災による災害は、第一次世界大戦の戦禍がヨーロッパ人の内面にもたらしたものと匹敵する影響を与えたと横光は感じた。
震災以前から日本に模倣・移入されていた前衛芸術運動は、復興後の東京の本格的な都市化と連動し、さらに急激に進んでいった。首都の交通整備による都市の著しい近代化の諸々の要素は、モダニズム文学と呼ばれる作家らの文体技法にも関与していくことになった。
その一方、震災により失われた古い伝統に対する郷愁的な自覚も、昭和以降徐々に作家たちに再認識されることになるが、まだこの震災直後の時期には新しい日本が焼け野原から生まれるという確信を多くの日本人と等しく横光も抱いていた。横光は当時を振り返り、「あの時代は何をやつても構はぬのだといふ感じがあつた」と語っている。
震災直後、川端康成は大震災の前と後での文芸のありようを、「地震が既成文藝の終点であり、新文藝の起点となることは確であらう」と断言し、「既成文藝」に対する対抗意識を改めて鮮明に示した。
大正から昭和文学への移り変わりは、実際には昭和改元前の、この関東大震災を境とした復興後の東京の変容や、震災の惨禍による作家たちの内面の変化と関連する形で徐々に興っていくことになる。そのため、新しい潮流を生むことになる川端と横光の『文藝時代』と、青野季吉らプロレタリア系の『文藝戦線』が創刊される大震災翌年の1924年（大正13年）以降からを「近代後期」と区分けするのが日本文学史の通例となっている。

## 創刊の具体化
関東大震災後の都市復興の中、横光利一は「新時代の道徳と美の建設」に取りかかるため、都市に現われた様々な物を題材とした作品に着手し、川端康成も「新進作家は老眼鏡を掛けて月を見る消極的視力者でなく、望遠鏡の発明者でなければならぬ」として、「若い娘の踊」のような力を持つ新しい文芸の創造を模索していた。
既成の文芸を刷新しようとする川端の意気込みは、既成作家らからは「既成文壇破壊運動の勇士」とからかわれ、「文藝春秋意識」「新思潮意識」あるいは「所謂ブルジョア文壇意識」とプロレタリア陣営からも罵られた。そうした中、大震災復興後の1924年（大正13年）6月、廃刊となっていたプロレタリア陣営の『種蒔く人』から引き継がれた『文藝戦線』が新たに創刊された。
それが起爆剤にもなって『文藝春秋』の若手同人内から、自分たち新人だけの雑誌を持ちたいという雰囲気が出てきた。7月頃に菅忠雄と今東光と石濱金作の3人が護国寺あたりを歩いている時に、自分たちも「新しい雑誌を出そうじゃないか」という話が出て、その発案に呼応した川端、横光、片岡鉄兵らを交えて新しい同人雑誌の創刊が具体化されていった。東光は「若い者の力を集めて、既成文壇を打倒するんだ」と主張した。
菊池寛の『文藝春秋』は随筆中心の雑文雑誌でもあったため、小説家志望の若い新人作家には物足りない面があった。菊池が『文藝春秋』を創刊した頃、28頁程度の薄い雑誌なら出してもよい、という菊池の意中を東光から伝え聞いていた川端は、すぐに東光と二人で菊池の家に下相談を承りに行っていたこともあった。
新たな文芸同人雑誌を若手だけで創刊する意義は、すでに新進作家としてある程度認められている新人たちが、より一層の自分たちの存在感を示すため団結することであった。川端の世代は、二葉亭四迷の時代の「文学は男子一生の仕事にあらず」といった考え方はなく、作家というものに対する一般社会からの引け目や、文学の無力感に囚われることもなかった。むしろ文学こそが世界を良い方向に導くものだという自負があった彼らは、作家が「団結」すること必要だと考えていた。
同人集めは、文芸時評家として活躍していた川端が、顔の広さの利を生かして主導し、仲間らと話し合いながら、第6次『新思潮』『蜘蛛』『行路』『無名作家』などの同人誌から新人たちが勧誘された。片岡鉄兵は、当時のインターナショナリズムの動きなどから、人間が知らず知らずのうちに人類自滅の運命を辿っているという「人類の滅亡」説を提唱し、「インテリのマルクシズムに対する意識的な抵抗」を持っていた。
誌名は、当初『金剛』という案もあったが、集めた同人らの初顔合わせの席上で、川端が「『文藝時代』はどうだろう」と提案し、出席者全員の賛成で決まった。田端のソバ屋で開かれたその会で、当時『婦人公論』記者だった諏訪三郎が、「既成文壇を打倒」というスローガンは嫌だなと片岡に言うと、「ナニそれは一部の意見で、全員の意志じゃない」と説得したという。
発行する出版社は、当時西欧の前衛的な新文学を出版していた新進気鋭の金星堂に決まり、川端らが話を取り付けていた。金星堂は『父帰る』など菊池の著作も複数出版していて、社長の福岡益雄は菊池と知り合いでもあった。また、金星堂の編集部には、菊池の推挙により中河与一が勤務していた背景もあった。
既成作家の主要作品の原稿は大手出版の『中央公論』や『新潮』に行ってしまっていたため、新しい文芸出版社だった金星堂にも、新進作家による新雑誌創刊の話を機に、彼らに協力して「既成文壇打倒」の気運が生まれた。
『文藝春秋』傘下の新人による新雑誌の創刊について、金星堂の福岡は菊池から「構わぬ」と了解され、川端や横光も事前に菊池の承諾を得た。そして、1924年（大正13年）10月に川端、横光を両雄として、既成作家やプロレタリア系に対抗する新しい文芸同人誌『文藝時代』が創刊されることが決まった。

## 同人メンバー

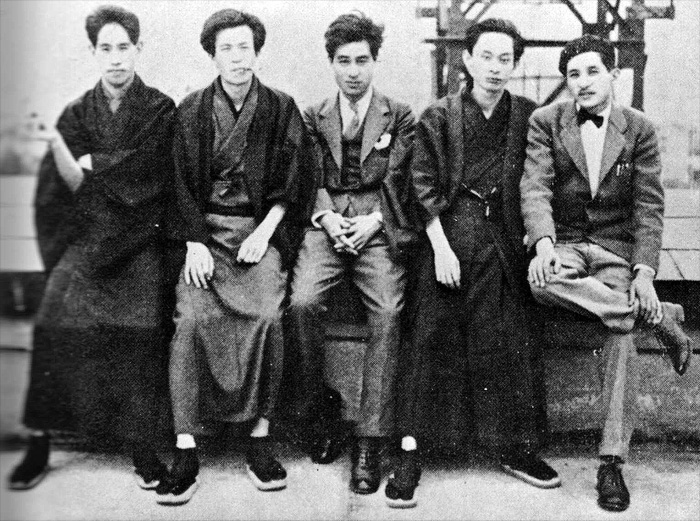
『文藝時代』同人。右から菅忠雄、川端康成、石浜金作、中河与一、池谷信三郎

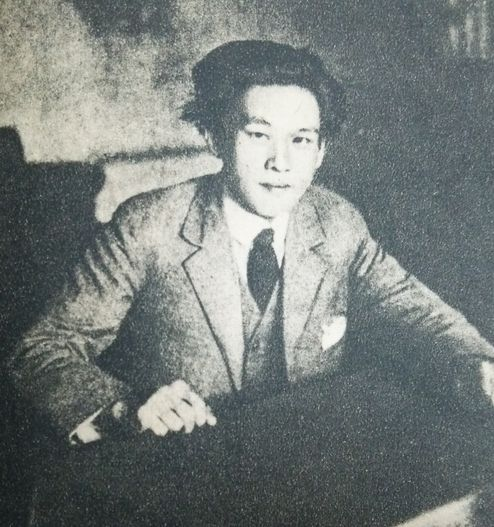
横光利一（1928年）

同人メンバーは、1923年（大正12年）1月に菊池寛主宰で創刊された『文藝春秋』同人の中の新進作家が主体となって組織され、川端康成の主導により創刊された。
1924年（大正13年）10月の創刊号（第1巻第1号）の同人14名は以下の面々である。雑誌の装幀には前衛雑誌『マヴォ』の主導者で、川端の一高時代の後輩でもあった村山知義などが起用された。
- 川端康成 - 第6次『新思潮』、『文藝春秋』同人
- 横光利一 - 『文藝春秋』同人
- 伊藤貴麿 - 『象徴』同人
- 石濱金作 - 第6次『新思潮』、『文藝春秋』同人
- 加宮貴一 - 『無名作家』同人
- 片岡鉄兵
- 中河与一 - 『文藝春秋』同人
- 今東光 - 第6次『新思潮』、『文藝春秋』同人。※翌年1925年（大正14年）6月に脱退。
- 佐佐木茂索 - 『文藝春秋』同人
- 佐々木味津三 - 『文藝春秋』、『蜘蛛』同人
- 十一谷義三郎 - 『行路』同人
- 菅忠雄 - 『文藝春秋』同人。文藝春秋社の社員。菅虎雄の息子
- 諏訪三郎 - 『中央公論』『婦人公論』記者
- 鈴木彦次郎 - 第6次『新思潮』、『文藝春秋』同人

翌月11月号（第1巻第2号）からは、以下上部の3名が加わった。
- 岸田国士
- 南幸夫 - 『蜘蛛』同人
- 酒井真人 - 第6次『新思潮』、『文藝春秋』同人

1926年（大正15年）3月号（第3巻第3号）からは、以下の2名が加わった。
- 三宅幾三郎 - 『行路』同人
- 稲垣足穂

金星堂や菊池寛の意見も取り入れていた川端は、牧野信一も同人に加えたかったが、菅忠雄などが反対ぎみの意向を示し、実現しなかった。横光利一は、『文藝時代』で劇団を組織することも考えていたが、川端が反対して実現に至らなかった。
池谷信三郎も同人になる予定だったが、「望郷」が『時事新報』の懸賞小説に当選するなどして延期となり、その後『文藝時代』同人に接触してきた時には終刊近くなっていたので実現しなかった。金子洋文も同人に誘われていたが、『文藝戦線』との関係で金子が断ったとされる。

## 主張・抱負
『文藝時代』は、芸術意識を本源的に新たにし、「新しい生活と新しい文藝」を会得することを創刊目的とし、「宗教時代より文藝時代へ。」という抱負と使命感で『文藝時代』と名付けられた。それは、かつて人間救済の役割を果たしていた宗教が力を失った近代の世で、「宗教」に代わるものとしての「文藝」時代という願いが込められていた。
従来「宗教」が占めていた位置を、将来「文藝」が占めることを信じつつ、「我々の子孫」が「文藝の御寺に詣でて生くべき道を知る」ための文藝への精進は、同人自身も使命感を鼓舞し生活感情を正しくする、と発起人の川端康成は掲げた。
また、「文藝の分る知識階級は興味中心の読物以外に、人生観と芸術感を求めてゐる」として、「人生観と芸術感」のある文藝が生まれない限り、「いかにアメリカニズムが横行しようとも、人々は決して安らがない」と断言し、新しい感覚の手法ばかりを嬉しがるのではなく、その新感覚を通して書き現わす「本体」（人生）を忘れず、「新しい人生観と生活と」が大事であるとして以下のように主張した。
新進作家である自分たち自身の「生活と芸術との局面打開」が、すなわち「文壇そのものの局面打開」や「文藝界の更新」になると意志表示をした川端は、新しい文藝を創造しようという信念を持つ新人を薔薇の花に喩え、遠くに咲く一輪の薔薇は人目に知られないとしても、それと同じ遠さにある「薔薇の花束は人の目を見開かせる」として、同人誌『文藝時代』は「文藝界の機運」を動かそうとする自分たちが「新しい時代の精神に贈る花束」であるとした。
また、「いつの世どこの国に、前時代の文藝への反逆か或はそれからの飛躍でなかつた新しい文藝があつたか」と意気込みをみせながら、自分たちを登山家にも喩え、「尊敬すべき先進諸氏よりも遙かに低い麓から諸氏よりも高い山巓を仰いで一歩一歩登ろうとする今の我々に、この雑誌は六根清浄の金剛杖である」とし、「文学史上に画時代的な使命」を果たす覚悟を示した。
こうした既成文芸に対抗する新進作家の団結の意志を知った中村武羅夫は、文壇生活を長いことやってきた中でこんな乱暴な団体は初めてだと『新潮』誌上で憤慨を示した。

## 傾向・特色
『文藝時代』同人の資質にはそれぞれ個性や違いがあり、個々の掲載作品は様々であったが、『文藝時代』創刊翌月の『世紀』11月号にて評論家の千葉亀雄が、横光利一の掲載短編「頭ならびに腹」の当時斬新であった文体や、同人らの大まかな傾向をみて、彼らの文体における感覚と技巧を重視する姿勢から「新感覚派の誕生」として高評価した。同人らは「既成作家」と自分たちとの違いを明確にするため、千葉の「新感覚派」という命名を受け入れた。
千葉は、室生犀星の「官能の享受においては異常な敏感があつたが、それを感覚として発表するには、まだ醇化しきらない混濁と古さとがあった」創作や、「語彙の清新や、観照の様式の溌剌さ」に主力が集中しその技巧を「脚色や態度にまで延長されるには不十分であつた」新技巧派（芥川竜之介・菊池寛・久米正雄）の芸術の、二つの未成長に終ったものをさらに発育させ「一つの合成の域にまでに達したもの」が、『文藝時代』に現われた傾向からみられるとした。
人間の内面を超越する物理的な力（不測の鉄道事故）と、それに翻弄される人間との関わりを描いた横光の「頭ならびに腹」に代表される「新感覚派」の作品は、関東大震災後の新たな機械文明や交通機関のスピード感覚やリズム感、都市文学のモダニズムの要素を多く持ち、無機物（列車や車）を主語にした擬人法、人間集団の擬物化、奇抜な比喩、映画的な技法の表現を取り入れた文体で、従来の自然主義文学や写実主義文学の平板な視点にはなかった新しい感覚を表現したものであった。
横光は震災の4か月前に『文藝春秋』に発表していた「蠅」でも映画的手法を取り入れ、人間の意志を超えた些細な外的要因によって左右される人間の運命を描いていたが、そうした感覚を「完全に表現すること」が出来きれば、「生活と運命とを象徴した哲学が湧き出て来る」と感じたと語っていた。その信念を抱き始めたこの新感覚派時代以降、横光は機械論的な比喩で世界を見る傾向を強め、些細な外的要因や偶然の一致への関心を晩年まで持ち続けることになる。
なお、一口に「新感覚派」といっても、横光と川端でも作品の微妙な発想法の違いがあり、横光における「新感覚」には「認識論的」なものがみられ、川端の「新感覚」には「生死につながる縁の深さ」を表現する川端の特性を示す「存在論的」なものがみられる。
特に川端には、自身の「輪廻転生・万物一如」の世界観の夢を、前衛芸術の表現法に重ねている傾向がみられる。そこには、人が自身の存在を、現世・現在の自分だけがかけがえのない唯一の存在だとする醜い執着や保身が、人の我欲や争いを生んでいるという、川端の思考があり、この「新感覚派」の表現法にも人間の現世我欲に対抗する川端の主客一体、汎神論的な宇宙観が込められている。その川端は「新感覚派」の表現の理論的根拠を、〈一 新文藝勃興〉〈二 新しい感覚〉〈三 表現主義的認識論〉〈四 ダダ主義的発想法〉の4節から成る「新進作家の新傾向解説」と題する論で以下のように詳説した。
まず新感覚派主義の作品は、その手法や表現において、美術や音楽の感覚の働き方に近づくものであるとし、ドイツ表現主義からおもに影響された〈表現主義的認識論〉という理念を掲げて、「新主観主義的表現」という主観に絶対性をおく認識の表現法を説き、その主観を自由に流動させるところから「万物一如」といった一元世界が成立して、東洋的な「主客一如主義」にもなる、と芸術理論が説明された。
新感覚派の表現は、従来の自然主義的な描き方や、見る対象と自分とが「別々にある」と考えて観察する古い客観主義の認識とは異なり、例えば、百合を見て認識した時に、「百合の内に私がある」「私の内に百合がある」という気持ちで物を書き現そうとする表現であるとしている。
そうした表現の態度は、片岡鉄兵、十一谷義三郎、横光利一、富ノ澤麟太郎、金子洋文などの作品にみられ、特に横光の諸作品の擬人法的手法に見られるものだと説明された。そして彼らの表現の態度は、描写を立体的に鮮明にさせ、「自然人生の新しい感じ方」、「新しい感情」であるとしている。
さらに川端は、ダダイスム主義の詩や小説における、時によっては「訳の分らない」こともある芸術表現を一種の「発想法の破壊」だと捉えながら、ダダイストは精神分析学における「自由連想」法から新しい創造的発想法を見出し、それは従来の表現法に反抗した、他人には「分らない」頭の中の主観・直観・感覚そのままに近い表出であるとした上で、『文藝時代』の新感覚派は、そのダダイストの「分らなさ」を喜んで真似ようとするのではなく、そこから「主観的な、直観的な、新しい表現が導き出さるべき暗示」を見出し、「言語の不自由な束縛」や古い発想法から解放されることを目指すとしている。
川端は、そうした自分たちの表現を〈ダダ主義的発想法〉と名付けた上で、「心象の配列法が、主観に忠実となり、直観的となり、同時に感覚的になつて来たのである」と説明し、ベネデット・クローチェの『表現の科学および一般言語学としての美学』（1902年）にも触れ、その説を「心象即表現即芸術と云い約めることが出来る」としている。また、その「心象をそのままの姿で文字に現はさうとする気持」を持つ自分たちの表現法は、小説の構成における「速度」と「同時性」の視点が重視され、「表現を心象の豊かな花園とし、みづみづしい感覚が直観と抱き合つて踊る世界」と化すところに創造的要素があるとしている。
こうした新感覚派たちの作品傾向の説明などについて、当時生田長江から「旧いといふのが旧い」といった批判や「『新時代』の蛙等よ」という罵りの言葉が浴びせられ、横光の「頭ならびに腹」は宇野浩二から「徒らに奇を衒ふ表現」と酷評された。また、新感覚派はポール・モランの『夜ひらく』（1922年）の真似ではないかという生田の意見もあり、それに対し川端は、『夜ひらく』の堀口大学邦訳（1924年7月）が出る以前から新感覚派的な文章はあったとし反駁した。
既成作家からのそうした『文藝時代』に対する強い風当たりもあり、同人の中には自分は「新感覚派」ではないと主張して既成作家に抗議する者（佐々木味津三）も出てきた。実際、同人で「新感覚派」と呼べる者は、横光、川端、片岡鉄兵、今東光、中河与一、ほか数名（佐佐木茂索、十一谷義三郎など）であり、さらにその中でも文学的実験を真面目に続けていたのは横光だけ、という側面もあった。
その横光本人は非難に抗する論の中で、「未来派、立体派、表現派、ダダイズム、象徴派、構成派、如実派のある一部、これらは総て自分は新感覚派に属するものとして認めてゐる」として、立体派の例は川端の「短篇集」（掌の小説）を挙げつつ、「プロットの進行に時間観念を忘却させ」ていると説明し、構成派の例は、片岡鉄兵や金子洋文の作品、芥川龍之介の「藪の中」を挙げている。また、新感覚派の「感覚的表徴」とは「自然の外相を剥奪し物自体へ躍り込む主観の直感的触発物を云ふ」として、横光は認識論的な主客合一の中に感覚の新しさを希求している傾向がみられる。
横光は自身の過去の作品で「内面的な光り」が最も出ているとする「笑はれた子」（横光が天才視する志賀直哉の「清兵衛と瓢箪」に影響された作品）から、目下の「街の底」「青い大尉」といった新感覚派作品を書くに至った経緯に触れ、自身が天才ではないと悟った芸術家は「外面を愛するにちがひない」とした上で、「より多く内面を響かせる外面は、より多く光つた言葉である」ゆえ、自分は「より多く光つた外面（言葉）」を愛すると宣言した。
横光は後年に、この「新感覚派」の時期の自身の傾向や文体を振り返り、「国語との不逞極まる血戦時代」だったとしている。
なお、政治思想に裏打ちされたプロレタリア系の『文藝戦線』と、芸術至上的な新感覚派の『文藝時代』は対立的ではあったものの、既成作家の作品（身辺の日常生活の些事をそのまま描く私小説）とは違う新たな文学を求めていた点は共通し、両者ともに、都市やその中の職場・集団である工場や船舶、あるいは列車や機関車など、社会的な空間に着目し作品世界を創作していた点では似ていた。

## 『文藝時代』創刊をめぐる騒動

### 文壇内の揣摩臆測

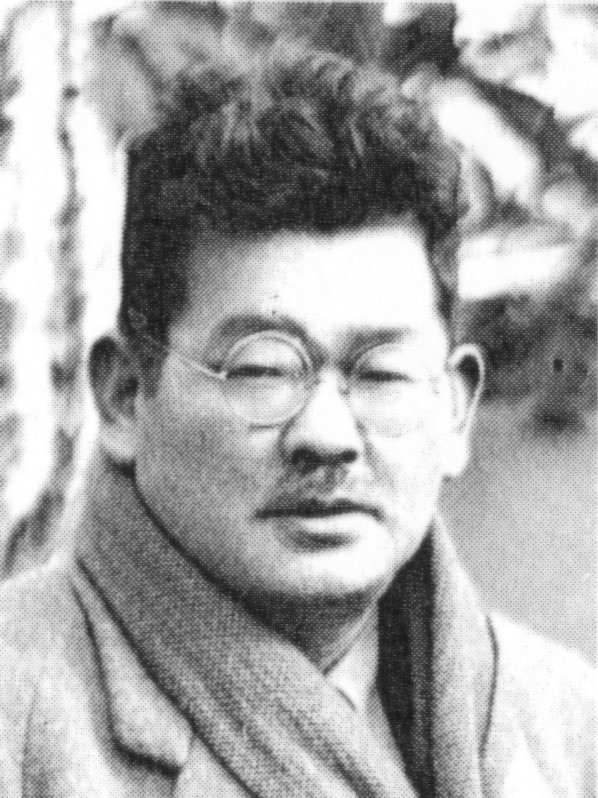
菊池寛（昭和9年頃）

東京帝国大学文学部在学中の1921年（大正10年）2月に同志らと第6次『新思潮』を発刊していた川端康成は、その継承の承諾を第3次・第4次の先輩作家・菊池寛から快諾された経緯があり、2号に掲載した自身の小説「招魂祭一景」も菊池から賞揚され、それ以来、川端の元には菊池の吹聴により寄稿依頼が舞い込むようになった。
伊藤初代と所帯を持とうとした際にも住む家の心配や生活費を援助されるなど、川端はその後も多大な恩顧を菊池から受け続け、幼い頃に肉親を亡くした自身の孤独な境遇から菊池の好意に精神的な利益を感じていた。「才能のある若い者同士」は友だちになったらいいと、当時最も期待を寄せていた無名の横光利一を川端に紹介し、二人が無二の親友になるきっかけを作った人物も菊池であった。その後菊池が1923年（大正12年）1月に『文藝春秋』を創刊した際も、川端は第6次『新思潮』同人や横光とともに期待の新人同人として迎え入れられた。
そうした恩顧があったため、関東大震災復興後に自分たちも新たな文芸同人誌を創刊したいと考えた際も、川端は菊池を傷つけはしないかとずいぶん心を砕き、事前に菊池に了解を得て同意をとった。横光も「（菊池氏は）決して悪くはお思ひなさるまいと存ぜられ候」と川端に伝えていた。最も嘱望していた横光まで仲間に入っていることに少なからずショックを受けたとみられる菊池だったが、一抹の寂しさを感じながらも彼らの巣立ちを「一言半句の反対もなし」にすぐに認めた。
その一方、菊池はその後、今東光に対しては「君らは、明らかに『文藝春秋』に損害を与えるじゃないか」と怒気をみせていたともされる。菊池は当初の第6次『新思潮』承認の時、うぶな帝大生の川端の仲間に「不良少年」として有名な東光が混じっていることに難色を示していたことがあった。
若手の同人誌創刊を認めた菊池は、川端や横光らが新たな同人誌で発言しやすいように配慮し、『文藝春秋』9月号の編集記内で、「『文藝春秋』の編集が従来とも同人本位ではないのだから、今後は同人は誰々だと指定しない」と書いて、同人解散宣言を行なった。同誌は菊池指揮の下に菅忠雄が編集担当になった。
しかし、川端と横光の新雑誌『文藝時代』が近々創刊されるという噂を耳にしていた文壇の間では、菊池の『文藝春秋』同人解散処置を見て、若い作家（川端、横光ら）の叛乱の気配を察した菊池が彼らを切り捨てたと解釈したり、菊池が飼い犬に手を噛まれたと揶揄したりするなど、両者の対立事件として様々な揣摩臆測やゴシップが広まった。ダダイズム系の萩原恭次郎・橋爪健らの雑誌『ダムダム』は、「菊池寛は育ての子に脚蹴にされた」という面白半分の野次まで飛ばし、両者の「華々しい合戦」を期待していた。
『文藝時代』が創刊された同月の『文藝春秋』10月号の誌上には、『文藝時代』に対し揶揄的とも取れる一文が掲載されるなど、二者間の「微妙な関係」が第三者的にも察せられる面もあった。

### 『文藝春秋』・菊池寛批判へ波及
そうした流れをきっかけに、以前から菊池との関係が芳しくなくなっていた今東光が、『読売新聞』紙上で以下のような勇み足の随筆を発表した。さらにその数日後にも東光は同紙上で、文芸の「復興」ではなく「建設」を目指す『文藝時代』のような新たな雑誌がこれまで夢想されなかったのは時代の罪であると息巻いた。
その空気の中、さらにアナーキスト詩人の橋爪健が『読売新聞』紙上で、菊池の『文藝春秋』の「功罪」を追及しはじめ、「『文藝時代』が新進作家の大同団結によつて、一菊池のみならず既成文壇へのある種の挑戦を意味してゐると見られるならば、吾々は刮目してその将来を期待すべきであらう」と述べた。そして、「ともかく此の『文藝時代』の誕生によつて、文藝春秋はすでに“故”となつた」と二者の対立を煽り、その後も追及を続けた。
川端康成は、これらの対立を煽る醜聞や憶測に対して完全否定し、『文藝春秋』と『文藝時代』の不仲説が事実無根であることを説明しながら、事態を収拾するために菊池寛を以下のように完全擁護した。その後中河与一も、川端同様に事態の収束を図った。
横光利一も川端同様に噂を否定し、「私は文藝春秋のために多大の恩恵を受けて来てゐる。それに何故に足蹴にするか。足蹴にするべき理由は少しもない。これは私だけでは決してないと思ふ」として、「菊池師はわれわれの此の我儘を了解して赦されたのである」と菊池を気づかい、片岡鉄兵も、元『文藝春秋』同人の川端らが菊池を尊敬する点においては「従来と変りはないと信じる」とし、「立派な認識の上に立つた人と人との交渉には、ひろい、智的に自由な道徳がある」と両者の不仲説を『時事新聞』紙上で否定した。

### 直木三十三の悪ふざけの採点表

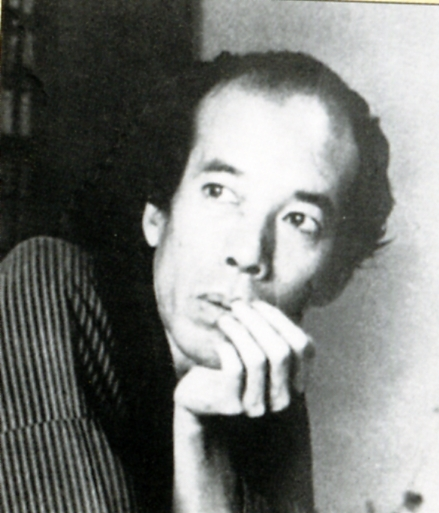
直木三十五（1930年頃）

しかし、同年『文藝春秋』11月号に載った「文壇諸家価値調査表」（文士採点表）をめぐり、その遊びの行き過ぎた誹謗に底意を感じた今東光と横光利一が怒り心頭した。
東光は、「人を軽蔑するのも甚だしいもんだ。若し、これを白日の下で、天下の衆に披露して憚らないならば、菊池寛こそ怪しむべき編集者である」として、「こんな下劣で野卑な『文藝春秋』に執筆しないことだ……損傷された作家達よ。この名誉恢復のために立ち給へ」と煽動した。
その採点表は、直木三十三（のち「三十五」と改名）が作成したもので、各文士の〈学殖〉〈天分〉〈修養〉〈度胸〉〈風采〉〈人気〉〈資産〉〈腕力〉〈性慾〉〈好きな女〉〈未来〉を、100点満点中の何点なのか採点し、60点以上を及第、60点以下50点迄を仮及第、80点以上を優等、と判別していた。
横光は、「俺は自分一個の腹立たしさではないのだ。こんなことを平気で文藝春秋がやつたと云ふことは第一、君（川端）と僕との顔をもうめちやくちやに踏み潰したんだ。君と俺との文藝時代の者達に対する苦境なんかも全然無視したやり方だ」と憤慨した。「文壇諸家価値調査表」で、川端は〈修養〉〈性慾〉だけが優等。東光は〈腕力〉100点、〈資産〉が「不良性」、〈好きな女〉が「女優」、〈修養〉〈人気〉が劣等。横光は〈修養〉〈度胸〉だけが優等で、〈資産〉の欄に「菊池寛」と書かれていた。
無名時代の横光は、一日一食（10銭のラーメン一杯）といった切りつめた貧乏生活をし、横光を気に入っていた菊池が牛鍋などをおごって「君食えよ、食えよ」とすすめても、空腹をこらえて遠慮していたほどのストイックな性格であった。そんな生真面目な横光だったからこそ菊池は横光を一番可愛がり援助を惜しまなかったが、その好意や恩恵に甘えるきることを潔しとしなかった横光にとっては、他人から指摘される辛辣な採点表は彼のプライドを傷つけるものであった。
東光は『新潮』12月号の誌上で、この採点表掲載を許可した菊池寛と『文藝春秋』に対し、「日々、春秋社に寄集する大たわけ、一人で喧嘩の出来ない奴、鼻毛を読みながら生きてゐる四十男、才能のない文学狂、それらの中に坐して、恰もユーゴーを気取る菊池寛が、憂鬱にならないで嬉々としてゐるならば、余は彼の神経を疑ふのだ」と毒舌を吐いた。
さらに、「文壇の北条高時よ」と菊池に呼びかけ、「御身はもう衰亡の秋を自覚するべきである」とし、同誌への執筆拒否宣言と憤慨声明を以下のように述べた。
横光も同様に、東光の家で書いた反駁の投書原稿を『読売新聞』に速達で送り、その足で川端の下宿に立ち寄り報告するが、それを知った川端に、東光は菊池の弟子でもなく世話にもなっていないから怒っても当然だが、君は可愛がってくれている恩人に背いてはいけないと諌められた。横光はなんとか昂奮を鎮め、川端と一緒に急遽読売新聞社に出向き、その原稿を撤回した。読売は返還を拒んだが、代りのものをその場で書いて渡し、事なきを得た。
東光の文が『新潮』12月号に掲載されるのを知った川端は、同月号の『文藝時代』に、「『文壇諸家価値調査表』を書いたのは直木三十三だ。（中略）ケシカラヌデタラメである」と表明しつつも、「しかしそれを掲載したからと云つて、例へば今東光君のやうに菊池寛氏や文藝春秋を責めやうとは、私は思はない」という一文を書いた。

### 今東光脱退事件
菊池寛は、今東光の中傷に対してすぐさま反論し、東光のことを「小人邪推」「ユダ」と一刀両断に切り捨てた。そして直木三十三の書いた「文壇諸家価値調査表」の非礼に陳謝しつつも、その表を『文藝時代』同人を傷つける目的だと邪推することは「自惚れも甚しい」と東光を叱った。また、自分は多忙のため最近の編集担当は菅忠雄に一任していたため、その表は一瞥したにすぎないと述べた。
『文藝時代』対『文藝春秋』との問題についても菊池は言及し、『文藝春秋』の同人制を廃止した理由を、「既成文壇反対の『文藝時代』と、既成文壇肯定の『文藝春秋』の同人が、同一である不体裁を、彼等の為にも、『文藝春秋』の為にも除きたかつたのだ」と説明し、以下のように語った。
東光はこれに対して再び菊池に「卑しい書き方だ。唯物主観の現世主義者が、まるで恩を売るやうな書き方だ」と反論し、「『貴下が不賛成ならば自分は加入を拒絶する』若しくは『もつとお考へになつては』などと諛つた者」があるなら「それは誰だ」「その人は平気の平座で『文藝時代』の光輝ある同人として恥しくないのか」と怒りを見せて、「寂しい叛反人になつて独りで生きてみたまへ」「所詮、新時代は反逆だ」と締め括った。
東光が反論を載せた同号には、「文壇諸家価値調査表」を書いたのは俺だと自白した直木三十三による「さあ来い」と題する一文が寄せられ、「さあ、殺すなら殺してくれ」「さあ殴るなら殴りに来い」と東光を挑発しながらも、「今君は僕の敬愛する友人である」とも書き、陰で悪口を言う連中は気に食わないとした。
東光はその後『文藝時代』同人から脱退し、『新潮』誌上で「文藝時代の三屑物は一に菅忠雄、二に南幸夫、三に○○○○、また文藝時代の三馬鹿は一に中河与一、二に加宮貴一、三に酒井真人」と（○○○○は伏字）、これまでの仲間も罵倒した。7月には、『文藝春秋』『文藝時代』に対抗する新潮社の『不同調』（中村武羅夫主宰）の創刊同人に参加し、東光はアンチ『文藝春秋』の急先鋒となった。『不同調』9月号は「菊池寛罵倒号」と言ってもいいほど菊池を激しく罵倒攻撃する号となった。
この東光と菊池の対立は文壇で大きな反響となり、東光はその後、村山知義、佐藤八郎、金子洋文らとプロレタリア系の『文党』を創刊して移籍した。東光ら同人は村山が描いた看板を胸と背に掛けながら、メガホンで桃太郎の歌の節で「既成文壇討たんとて」とチンドン屋まがいの行列で街を練り歩いた。
一方、川端の粘り強い説得で、『文藝春秋』との仲違いを免れた横光だったが、その時の怒りは、「いづれあんな背競べをマークされてゐて黙つてゐる奴ばかりもなからうと思ふが。もし黙つてゐる奴ばかりなら、そのときは俺一人、文壇と角力を取つて、負けても勝つてもいい、打ち死する覚悟」であった。
横光が川端の説得を聞き入れ、採点表を掲載した『文藝春秋』に対する怒りを収めた理由について東光は、「老母と若い細君を抱えた三文文士の生活では菊池寛の庇護を離れてはどうすることも出来なかったに相違ない」とし、当時の横光の貧乏だった境遇に触れて同情を寄せた。そして自分が横光と一緒に川端の下宿に行かなかったことを、「僕が横光と同行しなかったという事実は、まさに運命的だったと思う」と述懐している。
なお、川端が横光だけを守り抜き、東光の行動を止めなかったのは、血の気の多い東光が聞く耳を持たなかったであろうことと、マイナスからプラスに転じられる東光の激烈な強い性格や陽性の気質を熟知していたから、彼を放任したのではないかと研究者諸氏は見ている。
この一連の騒動で、東光が『文藝時代』まで脱退してしまい、新潮社の『不同調』やプロレタリア系『文党』に流れていったことで、期せずして、当初は微妙なところも察せられた『文藝時代』と『文藝春秋』の関係が完全修復し、以前よりも結成力が強くなるという皮肉な結果をもたらした。
騒動が終ってみれば、喧嘩っ早い東光一人が割を食った形となり、その後作家の地位を固めていった川端や横光を味方につけて盤石となった菊池は「文壇の大御所」として力を増し、『文藝春秋』は昭和の文壇において一時代を築いていくことになる。その後の昭和文壇の『文藝春秋』は左翼陣営から「ブルジョア文壇」の代名詞として猛攻撃されるようになるが、プロレタリア文学が文壇で幅を利かせるようになると、対立ぎみだった『新潮』陣営と『文藝春秋』陣営の不仲は完全に解消され、芸術派の作家らはその後新興芸術派などで大同団結するようになっていくことになる。

## 新感覚派映画聯盟
映画との結びつきについては、同人のうち横光利一、川端康成、片岡鉄兵、岸田国士が、映画監督の衣笠貞之助とともに、1926年（大正15年）4月に「新感覚派映画聯盟」を結成した。
新感覚派映画聯盟では、横光が題名をつけた無字幕の映画『狂つた一頁』のシナリオを川端がまとめて『映画時代』7月・創刊号に発表し、9月に映画公開された。無字幕にしたのは映像の純粋性を保つためで横光の主張であった。この作品は、ドイツ表現主義映画の『カリガリ博士』（1920年日本公開）から触発されたもので、日本的家族観を投入している工夫が見られる。
この映画製作がきっかけで、『文藝時代』1926年（大正15年）10月号（第3巻第10号）は特集映画号となり、稲垣足穂ら7名がシナリオ作品を掲載した。『狂つた一頁』は全関西映画協会から優秀映画となりメダルも授与されたが、興行的には振るわず、新感覚派映画聯盟はこの一作のみで終った。『狂つた一頁』は日本初のアバンギャルド映画として、世界映画百年史の中に位置づけられ、多くの国々の映画界でよく知られている作品である。

## おもな掲載作品
出典は
- 1924年（大正13年）10月・第1巻第1号・創刊号（表紙装幀：山本行雄[83][100]）
  - 〈小説〉横光利一「頭ならびに腹」、菅忠雄「銅鑼」、石濱金作「あの恋の話」、佐佐木茂索「曠日」、伊藤貴麿「海底地震」
  - 〈随筆〉佐々木味津三「つぐみ狩」、金子洋文「野を行く」、高橋邦太郎「海外文藝近事」
  - 〈評論〉川端康成「新しき生活と新しき文藝――創刊の辞に代へて『創刊の辞』」、横光利一「新しき生活と新しき文藝――創刊の辞に代へて『文藝時代と誤解』」、片岡鉄兵「新しき生活と新しき文藝――創刊の辞に代へて『答案一つ』」、加宮貴一「新しき生活と新しき文藝――創刊の辞に代へて『対等を望む文学』」、中河与一「新しき病気と文学」、今東光「明日の花」、「現象論としての文学」、十一谷義三郎「作家の世界」
  - 〈時評〉鈴木彦次郎「戯曲舞台技巧評」

- 1924年（大正13年）11月・第1巻第2号
  - 〈小説〉片岡鉄兵「幽霊船」、今東光「軍艦」、中河与一「刺繍せられたる野菜」、加宮貴一「メリ・ゴ・ラウンド」
  - 〈随筆〉横光利一「旅行記」、中河与一「墓」、伊藤貴麿「ふられたりや？」、高橋邦太郎「海外文藝近事」
  - 〈評論〉川端康成「思想なき小説の価値如何――思想と生活と小説」、石濱金作「個人主義の展開」、伊藤永之介「新進作家論『犬養健氏の芸術』」、伊福部隆輝「悦田喜和雄氏の芸術」、加宮貴一「思想なき小説の価値如何――思想を包む小説」、諏訪三郎「『思想なき小説の価値如何』に就いて」、佐々木味津三「才色兼備主義」、中河与一「高き存在への嗅覚」、堀木克三「佐佐木茂索『曠日』」
  - 〈その他〉川端康成「文壇波動調」、同人「同人相互印象記」

- 1924年（大正13年）12月・第1巻第3号
  - 〈小説〉川端康成「短篇集――髪、金糸雀、港、写真、白い花、敵、月」（掌の小説の7篇）、酒井真人「愛嬌者」、十一谷義三郎「青草」、諏訪三郎「『紳士の話』と失職者」
  - 〈随筆〉川端康成「文藝時代――大正十三年文藝界の感想」、横光利一「新しい生活と文学と所有――大正十三年文藝界の感想」、中河与一「大正十三年文藝界の感想」、岸田国士「演劇新潮と築地小劇場――大正十三年文藝界の感想」、加宮貴一「回顧一年――大正十三年文藝界の感想」、今東光「大正十三年文藝界の感想」、「閏房戯」、酒井真人「大正十三年文藝界の感想」、佐々木味津三「この一年」、佐佐木茂索「わが広目座」、鈴木彦次郎「術」、
  - 〈評論〉伊藤永之介「新進作家論『加宮貴一氏の感傷』」、伊福部隆輝「既成文壇の一特色・欠陥」、片岡鉄兵「若き読者に訴ふ」、「新進作家論その二『春の外套』を読む」、北村喜八「時代が呼吸してゐない戯曲壇」、武川重太郎「新進作家論（その二）――佐佐木茂索小論」、田中総一郎「批評家の既成文壇観」、橋爪健「崩壊すべき詩壇」
  - 〈その他〉川端康成「文壇波動調」、片岡鉄兵「文壇波動調」、中河与一「文壇波動調」、今東光「文壇波動調」、佐々木味津三「文壇波動調」、岸田国士「文壇波動調」

- 1925年（大正14年）1月号・第2巻第1号
  - 〈小説〉稲垣足穂「WC」、十一谷義三郎「眼」、佐々木味津三「山羊!」
  - 〈戯曲〉南幸夫「地獄へ」、鈴木彦次郎「鬚」
  - 〈随筆〉横光利一「自動車と自転車と感覚派」、今東光「出自草紙」、尾崎士郎「悲劇」、 佐々木千之「犬外一篇」
  - 〈評論〉川端康成「新進作家の新傾向解説」、横光利一「斎藤龍太郎論」、中河与一「これからの為に」、伊藤永之介「新進作家論――『幸福』の批評」、加宮貴一「万機公論（一）幸福の模倣」、諏訪三郎「万機公論（一）――或る友人答へ」、斎藤龍太郎「新進作家論（その三）――横光利一の芸術」
  - 〈時評〉那珂孝平「古き劇作術への反抗」
  - 〈その他〉横光利一「文壇波動調」、今東光「文壇波動調」

- 1925年（大正14年）2月号・第2巻第2号
  - 〈小説〉川端康成「落日」、菅忠雄「晷影」、中河与一「親切」、伊藤貴麿「神経過敏」、加宮貴一「貯金」、鈴木彦次郎「小曲」、南幸夫「人生と糞」、尾崎士郎「消えてゆく街」、諏訪三郎「依存者」
  - 〈随筆〉横光利一「立てる言葉」、川端康成「のんきな空想」、中河与一「新しい世界」、稲垣足穂「神戸漫談」、岸田国士「独断一束」、今東光「文学と音楽との交感」、南幸夫「蜘蛛時代」、赤松月船「逆流する気持」、高橋邦太郎「三等列車中の唄」、武野藤介「肩を叩く――既成文壇の諸家に与ふ」、中野秀人「Lipton Tea」
  - 〈評論〉横光利一「感覚活動――感覚活動と感覚的作物に対する非難への逆説」〈改題後：新感覚論〉、角田恒「片岡鉄兵観（新進作家論）」、那珂孝平「舞台感覚と題材投擲」、橋爪健「短篇小説の将来」、渡辺清「今東光小論」
  - 〈時評〉十一谷義三郎「近頃断片」
  - 〈その他〉川端康成「文壇波動調」、中河与一「文壇波動調」

- 1925年（大正14年）3月号・第2巻第3号
  - 〈小説〉川端康成「蛙往生他一篇――蛙往生、驢馬に乗る妻」、中河与一「赤い城門」、酒井真人「空中の恋」
  - 〈随筆〉鈴木彦次郎「兄弟座所見」、「吹きこむもの」、南幸夫「雨佐々木」、和田龍太郎「新時代と生活」、犬養健「変な記憶」、岸田国士「一言二言三言」、三宅幾三郎「音楽会」、小島徳弥「菅君の作品から受ける印象」、今東光「時代語」、諏訪三郎「一番槍」、藤沢清造「病院から帰つて」
  - 〈評論〉酒井真人「劇・小説を征服せる映画芸術」、赤木健介「新象徴主義の基調について」、赤松月船「牧野信一論」、伊藤永之介「昨日の実感と明日への予感」、綿貫六助「雪国から東京へ来たものの雑感」、古賀龍視「文学の話」
  - 〈その他〉川端康成「番外波動調」、「短言三ヶ条（の二つ）」、「同人寄せ書」、中河与一「文壇波動調」、今東光「文壇波動調」、鈴木彦次郎「短言三ヶ条（の一つ）」、「批評について」

- 1925年（大正14年）4月号・第2巻第4号
  - 〈小説〉横光利一「園」、今東光「内に開く薔薇窓」、諏訪三郎「檻」、
  - 〈随筆〉鈴木彦次郎「ウヰンター・スポォト」、岸田国士「自問自答」、中野秀人「麦の穂」
  - 〈評論〉伊藤永之介「生田長江氏の妄論其他」、稲垣足穂「末梢神経又よし」、伊福部隆輝「宇野浩二への雑観」、尾崎士郎「顧て他を言ふ」、木蘇毅「広津和郎氏の近業」、佐藤一英「文藝時代と未来主義」、武野藤介「四人の友達を集めて」、中村還一「思想の彼方へ」
  - 〈時評〉川端康成「三月諸雑誌創作評」、十一谷義三郎「生活から」、赤松月船「菊池寛のコース」、片岡鉄兵「億劫乍ら申す」、古賀龍視「芥川龍之介論覚書」

- 1925年（大正14年）5月号・第2巻第5号
  - 〈小説〉片岡鉄兵「甘い物語」、富ノ澤麟太郎「二狂人」、湯浅真生「春の帽子」
  - 〈随筆〉横光利一「富ノ澤麟太郎」、諏訪三郎「我等の仲間としての富ノ澤君」、猪原一郎「月光を盗む」、古賀龍視「富ノ澤麟太郎の追憶」、中井繁一「私の郷国に死んだ富ノ澤麟太郎」、結城源心「彼の思ひ出」、下店静市「溪仙談叢」、萩原野呂「だんだら手紙」、宮城久輝「春宵焼友」
  - 〈評論〉赤木健介「胎頭期における破壊的批評」、伊藤欽二「美の価値顛倒に就て」、中村還一「個性への帰属」、林正雄「古書復興と邦文学の外来的価値」、守田有秋「トルラアの肖像」
  - 〈時評〉川端康成「四月諸雑誌創作評」、羽太鋭治「表現派提要」
  - 〈その他〉川端康成「文壇波動調」、今東光「文壇波動調」

- 1925年（大正14年）6月号・第2巻第6号
  - 〈小説〉十一谷義三郎「美徳」、鈴木彦次郎「宗次郎は跋だ」、南幸夫「小さな不幸」、「月の出」、村山知義「兵士について――一名、如何にしてキエフの女学生は処女にして金をもうけるか？」、
  - 〈随筆〉佐々木味津三「餓饑道礼讃」、伊藤貴麿「題紅館――麻雀の思ひ出」、上田敏雄「三つの小説」、塩崎構太「エルダー・ブラザース」
  - 〈評論〉中河与一「答へておく」、赤木健介「新しき詩観建設についての考察」、伊藤永之介「通俗的精神」、「青春の回復」、「生田長江氏に酬ゆ」、中村還一「新感覚派及びモオランの『夜ひらく』に就て」
  - 〈時評〉川端康成「五月諸雑誌創作評」、加宮貴一「光明の文学の序曲」、佐藤一英「国語文学語問題の方向」
  - 〈その他〉川端康成「文壇波動調」、諏訪三郎「文壇波動調」、中河与一「文壇波動調」

- 1925年（大正14年）7月号・第2巻第7号
  - 〈小説〉片岡鉄兵「雲とゴルフの球」、伊藤貴麿「三代目の接吻」、加宮貴一「乾杯」、菅忠雄「初夏効径」、佐々木味津三「下駄の写真」
  - 〈随筆〉川端康成「温泉六月」、鈴木彦次郎「薔薇と襟足」、諏訪三郎「堀の内雑筆」、南幸夫「骨董記」、内藤辰雄「両棲動物時評」
  - 〈評論〉片岡鉄兵「新時代は斯く主張す」、横光利一「『新感覚派』といふ名称に就て――ただ名称のみについて」、中河与一「『新感覚派』といふ名称に就て」、尾崎士郎「『新感覚派』といふ名称に就て」、金子洋文「『新感覚派』といふ名称に就て――新感覚『派』の解剖」、橋爪健「『新感覚派』といふ名称に就て」、千葉亀雄「『新感覚派』といふ名称に就て」、伊藤欽二「『新感覚派』といふ名称に就て」
  - 〈時評〉神崎清「右翼戦線通俗小説論」、岸田国士「傍観者の言」、那珂孝平「生田長江氏の妄論を駁す」
  - 〈その他〉横光利一「文壇波動調」、中河与一「文壇波動調」、加宮貴一「文壇波動調」、菅忠雄「文壇波動調」、佐々木味津三「文壇波動調」、南幸夫「文壇波動調」、岸田国士「文壇波動調」、須山計一「新進絵評判」（劇評）

- 1925年（大正14年）8月号・第2巻第8号
  - 〈小説〉横光利一「街の底」、川端康成「青い海黒い海」、石濱金作「小咄」、中河与一「愉快な発見」、伊藤貴麿「焚付」、加宮貴一「兄を発見した弟」、酒井真人「女主人公以下」、佐々木味津三「京太郎の場合」、佐佐木茂索「小畑の白銅」、菅忠雄「パイプ」、鈴木彦次郎「悲しき玩具」、諏訪三郎「陽一郎氏の家」、南幸夫「夏の夜の話」
  - 〈時評〉鈴木彦次郎「七月諸雑誌創作評」、諏訪三郎「七月諸雑誌創作評」
  - 〈その他〉中河与一「文壇波動調」、加宮貴一「文壇波動調」、佐々木味津三「文壇波動調」、諏訪三郎「文壇波動調」、酒井真人「文壇波動調」

- 1925年（大正14年）9月号・第2巻第9号
  - 〈小説〉石濱金作「ある死ある生」、加宮貴一「母の遺した手紙」、酒井真人「小比木の道」、岩永胖「雪客」、加藤昌雄「鼠のことを書くに到った恋文の話」、久野豊彦「一九二十年時代の人間紛失」、小宮山明敏「堅固」、藤沢恒夫「青」、村山知義「或る戦」、
  - 〈随筆〉十一谷義三郎「つれづれ談叢」、南幸夫「耶蘇温泉行記」、細井和喜蔵「科学的文藝」
  - 〈評論〉川端康成「『午後の殺人』私見」〈改題後：中河与一氏の『午後の殺人』〉、横光利一「科学的要素の新文藝に於ける地位――客体への科学の浸蝕」、片岡鉄兵「道徳と感覚」、加宮貴一「科学的要素の新文藝に於ける地位――科学の浸潤」、伊藤永之介「吾々の本」、伊藤欽二「科学的要素の新文芸に於ける地位――精神分析学の芸術瞥見観」、片岡良一「新時代と広津和郎氏」、木蘇毅「吾々の本 青草を読む」中村還一「科学的要素の新文藝に於ける地位」
  - 〈時評〉南幸夫「当事者の言葉」、佐藤一英「二葉亭氏・大杉・エスペラント」、那珂孝平「横光利一氏の問題」
  - 〈その他〉石濱金作「文壇波動調」

- 1925年（大正14年）10月号・第2巻第10号
  - 〈小説〉十一谷義三郎「風騒ぐ」、酒井真人「正体」
  - 〈短歌〉中河与一「歌一首」
  - 〈随筆〉川端康成「初秋旅信」、「希望」、石濱金作「温泉雑記」、「感想の感想」、菅忠雄「海辺の風景」、伊藤貴麿「別に感想はない」、佐佐木茂索「一年」、綱野菊「感想のおーるー」、古賀龍視「撞球の話」、佐々木千之「木曽の印象」、鈴木代亨「葛西善蔵の大阪見物」、三宅やす子「自己の体験と創作」、吉屋信子「実現し得ぬ夢を」
  - 〈評論〉中河与一「明るきものに対する渇仰」、伊福部隆輝「詩的精神の復活」、鷹野つぎ「体験について」、
  - 〈時評〉石濱金作「月評のかはりに」、加宮貴一「『文藝時代』の品性」、神崎清「黄色評論」、木蘇毅「時評」、木村庄三郎「最近の志賀直哉氏に就ての感想」、小島徳弥「文学常識語」、塩崎良一「非批評難」、中野秀人「時代の前には無力である」、六笠武雄「批評一つ」
  - 〈その他〉鈴木彦次郎「七月の健康美」、中河与一「文壇波動調」、佐佐木茂索「文壇波動調」、須山計一「新進絵評判」

- 1925年（大正14年）11月号・第2巻第11号
  - 〈小説〉川端康成「第二短篇集――朝鮮人（改題後：海）、二十年、硝子、お信地蔵、滑り岩」（掌の小説の5篇）、伊藤貴麿「京都の下宿四題」、稲垣足穂「散歩しながら」、菅忠雄「二つの心理」、鈴木彦次郎「郷里の秋」、南幸夫「酒」、
  - 〈随筆〉横光利一「感想と風景」、中河与一「聖フランシスの悪徳」、佐々木味津三「秋の随筆」、佐佐木茂索「秋日爆身」、加宮貴一「関西の旅」、工藤恒「独語断片」、崎山猷逸「贅言二つ」、杉本捷雄「散文開眼」、外村茂「𩗺言」、富ノ澤麟太郎「朱夏白語」、
  - 〈評論〉南幸夫「感想」、赤木健介「象徴主義の展開性」、「二秀作」、逸見広「私は斯く観る」、上田敏雄「新感覚派の認識その他」、
  - 〈時評〉赤松月船「われわれの時代」、岡田三郎「同人雑誌を難ず」、川崎備寛「触手ある感想」、葛目彦一郎「これは常識である」、久野豊彦「西遠人の敬礼に対して」、小宮山明敏「低級評壇厳評」、塩崎良一「嗤ふべき偶像再興の機運」、清水真澄「窓を開け」、手塚富雄「何故に新感覚派はダダでないか？」、
  - 〈その他〉加宮貴一「文壇波動調」、中河与一「文壇波動調」、永井龍男「二氏について」

- 1925年（大正14年）12月号・第2巻第12号
  - 〈小説〉片岡鉄兵「疲れた恋人」、酒井真人「傑作の動機」
  - 〈随筆〉川端康成「丙午の娘讃、他」、「十四年落書」、菅忠雄「午餐」、佐々木味津三「冬の随筆」、諏訪三郎「秋刀魚」、南幸夫「悪評十一箇月」、尾崎士郎「寥秋夜記」
  - 〈評論〉中河与一「明るきものに対する渇仰」、石濱金作「明るい文学について」、加宮貴一「ライト・リテラチュア」、赤木健介「ロマンチック文壇の曙光」、伊藤永之介「十四年文壇及創作界について」、勝承夫「自嘲の傾向」、塩崎良一「明るい文学小論」、高橋新吉「明るい文学について」、橋爪健「十四年文壇の大観」、林政雄「明るい文学」、
  - 〈時評〉岩永胖「歳末時評」、大原善三郎「ヨーロッパの舞台と機械」、桑田忠親「複雑なる苦悩」、小島健三「同人雑誌私観」、梢朱之介「新感覚派と美の提唱」、崎山正毅「無軌道漫筆」
  - 〈その他〉川端康成「文壇波動調」、須山計一「文壇新進絵評判」（漫画）

- 1926年（大正15年）1月号・第3巻第1号
  - 〈小説〉横光利一「ナポレオンと田虫」、川端康成「伊豆の踊子」、片岡鉄兵「幻磁」、伊藤貴麿「京都の下宿」、酒井真人「夫の雅量」、佐々木味津三「彼の三面」、菅忠雄「冷か（一）」（3回連載）、諏訪三郎「経験派」、南幸夫「静児と女等」
  - 〈戯曲〉鈴木彦次郎「蛇」
  - 〈その他〉川端康成「文壇波動調」

- 1926年（大正15年）2月号・第3巻第2号
  - 〈小説〉川端康成「続伊豆の踊子」、石濱金作「喜劇」、中河与一「心の影」、菅忠雄「冷か（二）」（連載）、鈴木彦次郎「より新時代」
  - 〈随筆〉川端康成「南伊豆行」、中河与一「世界地図のある室で」
  - 〈評論〉片岡鉄兵「明日のために」
  - 横光利一「同人日記――朝から晩まで」
  - 〈時評〉鈴木彦次郎「私は読んだ」、岩永胖「既成文壇批判評」、塩崎良一「感覚芸術の延長線」
  - 〈その他〉岸田国士「文壇波動調」

- 1926年（大正15年）3月号・第3巻第3号
  - 〈小説〉片岡鉄兵「ある結末」、加宮貴一「故里へ」、酒井真人「運転免許証」、佐佐木茂索「ある――一日」
  - 〈戯曲〉諏訪三郎「帰郷断片」
  - 〈随筆〉石濱金作「雑記」、十一谷義三郎「態度と態度」、酒井真人「硝子の割れる迄」、南幸夫「間抜け修業」、三宅幾三郎「犬の死二つ」、伊藤永之介「しぐれ」、神崎清「国士贔屓」、崎山正毅「どっちもどっち」、佐々木弘之「同人雑誌と待遇」
  - 〈評論〉川端康成「表現に就て」、赤木健介「物質の一元性に関する文学的理論」
  - 〈その他〉加宮貴一「文壇波動調」、酒井真人「文壇波動調」、同人・福岡益雄「合評会（第一回）」

- 1926年（大正15年）4月号・第3巻第4号
  - 〈小説〉稲垣足穂「『ちょいちょい』日記」、伊藤貴麿「某氏の話」、南幸夫「裏長屋」（2回連載）、中河与一「孤客」、菅忠雄「冷か（三）」（連載）
  - 〈随筆〉石濱金作「不平論的慢語」、鈴木彦次郎「不満」、伊藤貴麿「不平録」、諏訪三郎「冥行妄作」、南幸夫「随筆的義憤録」
  - 〈評論〉石濱金作「タルホイナガキ君」、稲垣足穂「空と美と芸術に就て」、加宮貴一「不平録――最近文壇で軽視され勝ちなもの」、坂田新「文藝批評についての不満」
  - 〈時評〉石濱金作「文壇雑感」、伊藤貴麿「文壇雑感」、三宅幾三郎「エクレクティシズムの提唱」、富田常雄「モダーン・ガール前派」
  - 〈その他〉鈴木彦次郎「文壇波動調」、酒井真人「文壇波動調」、菅忠雄「文壇波動調」、南幸夫「文壇波動調」、同人・福岡益雄「合評会（第二回）」

- 1926年（大正15年）5月号・第3巻第5号
  - 〈小説〉石濱金作「結婚破壊時代」、加宮貴一「虚」、鈴木彦次郎「弟の結婚」、南幸夫「裏長屋（続）」（連載）
  - 〈随筆〉川端康成「入京日記」、片岡鉄兵「女の着物を見る」、石濱金作「僕の空想と僕の生活」、佐佐木茂索「現代風俗に就て」、「芬榴」、十一谷義三郎「澄んだ三宅」、伊藤貴麿「現代風俗について」、稲垣足穂「忘れられた手帖から」、「ソシアルダンスに就て」、岸田国士「大正風俗考」、三宅幾三郎「伯耆」
  - 〈評論〉飯田豊二「光を願ふ」、葛目彦一郎「批評に就いて」、小宮山明敏「厳評――特権」
  - 〈時評〉富沢有為男「賞讃録」
  - 〈その他〉川端康成「文壇波動調」、岸田国士「文壇波動調」、同人・福岡益雄・菊池寛「合評会（第三回）」

- 1926年（大正15年）6月号・第3巻第6号
  - 〈小説〉片岡鉄兵「香水」、伊藤貴麿「懸賞小説余譚」、加宮貴一「追憶断片」、菅忠雄「妻を慈む」、諏訪三郎「かくの如き仕末ぢや」、小川竜彦「上野」、加藤昌雄「調律師よ」、崎山猷逸「児戯」、永井龍男「泉」、藤沢恒夫「墓のなかの恋人」
  - 〈戯曲〉酒井真人「好まぬ生存」
  - 〈評論〉赤木健介「新進作家に与ふ」、伊藤永之介「女流作家の魅力」、寺田篤「新味のある作家」
  - 〈その他〉同人・広津和郎「合評会（第四回）」

- 1926年（大正15年）7月号・第3巻第7号
  - 〈小説〉石濱金作「青春挿話（A Fabel）」、稲垣足穂「新道徳書」、佐々木味津三「こんな風な接吻」、神崎清「挿頭の花」
  - 〈戯曲〉岸田国士「第一幕」、藤沢恒夫「緩下剤」
  - 〈随筆〉横光利一「寝たらぬ日記」、中河与一「眼鏡をかけてくれ」、三宅幾三郎「かくれた原稿」、沙良峯夫「びゆるれすく」
  - 〈評論〉新居格「文藝と時代感覚」、
  - 〈その他〉川端康成「文壇波動調」、中河与一「文壇波動調」、岸田国士「文壇波動調」、同人・飯田豊二「合評会第五回」、小野宮吉「レオン・トロッキィ『仏蘭西労働階級の一戯曲』」（翻訳）

- 1926年（大正15年）8月号・第3巻第8号・怪奇幻想小説号
  - 〈小説〉川端康成「屋上の金魚」、中河与一「愉快なる発見」、片岡鉄兵「青白い夕暴の幽霊」、稲垣足穂「白いニグロからの手紙」、石濱金作「都会の幽霊」、「怪奇的なるものについて」、加宮貴一「兵営内の殺人犯」、南幸夫「Nocturno Capriccioso」、遠藤忠剛「海生動物」、田中啓介「コーモリの話をぬひとつた上衣」
  - 〈戯曲〉鈴木彦次郎「犬争狐騒動」
  - 〈短歌・詩〉中川紀元「狂歌一首」、村山知義「汽船の詩」
  - 〈随筆〉川端康成「実用的な感想」、石濱金作「エンタクについて」、伊藤貴麿「モダンガール」、稲垣足穂「戦争とエピソード」、南幸夫「汽車に乗つて」、尾崎一雄「早い飛行機」、井東憲「盛夏幻想」、神崎清「同人雑誌が食べられたら」、小宮山明敏「大きな靴をはくんだ」、酒井真人「ハイカラなる僕」、武野藤介「コンナフウナカフェ」、新居格「Upto date」、藤沢恒夫「海岸カッフェ」、柳瀬正夢「完成されたる創作家『彼』のこと」
  - 〈評論〉橋本健吉「感想」、
  - 〈その他〉鈴木彦次郎「怪奇探偵十題噺」、田中啓介「道化」、中河与一「銷夏法」、

- 1926年（大正15年）9月号・第3巻第9号
  - 〈小説〉川端康成「祖母」、伊藤貴麿「よくある生活」、鈴木彦次郎「田園の青春」、飯田豊二「我等の配列」、岩永胖「風人」、田代威三「温泉場物語」
  - 〈随筆〉中河与一「庭のぐるり」、鈴木彦次郎「ダグラスの午後」、菅忠雄「八月十日の記」、加宮貴一「この夏の記」、三宅幾三郎「涼しくもない話」、古賀龍視「溺球」
  - 〈評論〉伊藤永之介「それはセンチメンタルだ」、上田敏雄「稲垣足穂の近業に就て」、塩崎良一「『氷る舞踏場』小感」、水野正次「トルラアの芸術観」
  - 〈時評〉寺田篤「蔑しき邪推」、綿貫六助「言葉と事実」

- 1926年（大正15年）10月号・第3巻第10号・特集映画号
  - 〈戯曲〉酒井真人「暑中見舞」、飯田豊二「御名算也」、稲垣足穂「佐藤春夫氏『海辺の望楼にて』」、富田常雄「獣の叫び声」
  - 〈シナリオ〉片岡鉄兵「睡蓮」、鈴木彦次郎「転身」
  - 〈随筆〉岸田国士「映画素人談義」
  - 〈評論〉鈴木彦次郎「『存』漫談」、稲垣足穂「映画美と絵画美」、加宮貴一「生きてゐるタイトル」、酒井真人「撮影監督小論」、飯島正「絵画と映画」、飯田豊二「白昼夢」、岩崎秋良「言葉と映画」、岩永胖「プロレタリア映画の必要」、児玉夢路「我田引水」、佐藤雪夫「映画内容とその脚色に就いて」、村山知義「映画と絵画」、吉田謙吉「映像美と絵画美に関する断片」
  - 〈その他〉アンケート特集「シナリオは文藝作品たり得るや」、中河与一「文壇波動調」、岸田国士「文壇波動調」、「字幕 弁士 音楽の存廃」、合評会「文藝作品と映画の内容」

- 1926年（大正15年）11月号・第3巻第11号
  - 〈小説〉石濱金作「山径」、加宮貴一「花束を肩に」、稲垣足穂「滑走機」、鈴木彦次郎「少年・キャンプ・まむしを主題とせる――夏の風景画数葉」、伊藤永之介「海獣」、石野重道「ある猶太人の話」、小堀甚二「ハンスの死」、橋本英吉「炭脈の昼」
  - 〈随筆〉古賀龍視「秋風に友と呼ぶ」、戸川秋骨「不安」
  - 〈評論〉鈴木彦次郎「独語弁」、南幸夫「空、空、空」、伊藤貴麿「芸術家と社会」、岸田国士「芸術と金銭」、三宅幾三郎「文壇を下さい」
  - 〈時評〉石濱金作「文壇雑文」、小川竜彦「ボヘミヤ歌」
  - 〈その他〉小林秀雄（翻訳）

- 1926年（大正15年）12月号・第3巻第12号
  - 〈小説〉尾崎士郎「運命について」（2回連載）、林房雄「牢獄の五月祭」
  - 〈随筆〉三宅幾三郎「梅雨の頃」
  - 〈評論〉飯田豊二「定めなき道」、木村庄三郎「文壇の印象――新人から観た一九二六年」、杉本捷雄「生活・散文・来年――新人から観た一九二六年」、外村茂「新人から観た一九二六年」、富田常雄「新人から観た一九二六年」、小堀甚二「『海に生くる人々』に就て」、小宮山明敏「病床からみた今年度文壇」、崎山正毅「二つのこと」、藤沢恒夫「新しい建築」
  - 〈時評〉赤松月船「一九二六年文藝時代」、佐々木俊郎「本年度文壇概観」

- 1927年（昭和2年）1月号・第4巻第1号
  - 〈小説〉川端康成「怪談集――女、恐ろしい愛、歴史」、石濱金作「第一歩」、稲垣足穂「夜の好きな王の話」、南幸夫「得失」、赤松月船「永平寺」、酒井真人「或る考古学者の話」、鈴木彦次郎「悲しきインテリゲンチャ」、尾崎士郎「運命について」（連載）、葉山嘉樹「誰が殺したか」（3回連載）
  - 〈戯曲〉三宅幾三郎「祖母の死」

- 1927年（昭和2年）2月号・第4巻第2号・同人処女作号
  - 〈小説〉横光利一「笑はれた子」、川端康成「招魂祭一景」、石濱金作「A Romance on a Panama Hat」、片岡鉄兵「女の背姿」、伊藤貴麿「駙」、中河与一「海に開く窓」、加宮貴一「土産」、酒井真人「羊番と一頭曳」、佐々木味津三「どぜう」、十一谷義三郎「兄を救ふ事件」、菅忠雄「犬を捨てる」、鈴木彦次郎「影像と語る」、諏訪三郎「人生の目的」、南幸夫「けちな小説」、葉山嘉樹「誰が殺したか」（連載）
  - 〈随筆〉南幸夫「白状」、三宅幾三郎「死へ」
  - 〈評論〉横光利一「笑はれた子と新感覚――内面と外面について」〈改題後：内面と外面について〉、川端康成「『招魂祭一景』に就て」、片岡鉄兵「処女作『女の背姿』に就いて」、中河与一「処女作なんて」、石濱金作「旧作に唾す」、菅忠雄「処女作・塗恥」、十一谷義三郎「処女作『行路』当時のこと」、鈴木彦次郎「処女作・影像と語つた頃」、諏訪三郎「処女作『人生の目的』に就いて」、加宮貴一「処女作『土産』に添へて」、伊藤貴麿「『駙』について」、稲垣足穂「Little Tokyo’s Wit」、酒井真人「蘆の湯の雪」、佐佐木茂索「𧹞然たる耳」、三宅幾三郎「処女作『行路』今昔」

- 1927年（昭和2年）3月号・第4巻第3号
  - 〈小説〉石濱金作「過渡期」、加宮貴一「分裂した風景」、稲垣足穂「天文台」、葉山嘉樹「誰が殺したか」（連載）
  - 〈随筆〉横光利一「日記」、鈴木彦次郎「高田保『落武者』」、十一谷義三郎「作家の社会的地位」、飯田豊二「機械と文学」、尾崎士郎「あるときの想片」、崎山正毅「中河与一『天の門』」、葉山嘉樹「鈴木彦次郎『悲しきインテリゲンチャ』」
  - 〈評論〉麻生義「原始芸術の社会美学」、大田誥一「藤田郁義『少女に』」、尾崎一雄「犬養健『明るい人』」、上脇進「最近ロシア芸術消息」、工藤信「新興文藝運動の種々相」、佐藤一英「顛狂文学の没落と新恩情文学の抬頭」、壺井繁治「今野賢三『朝が眼を開くまで』」、富田常雄「鈴木彦次郎『ある報告書』」、中野正人「大山広光『光へ踠く触手』」、橋爪健「文壇とは何ぞや」、舟橋聖一「村松正俊『女と体操』」、松村善夏郎「目的意識性の追究」
  - 〈時評〉伊藤永之介「断想的な時評」
  - 〈その他〉須山計一「漫画」、

- 1927年（昭和2年）4月号・第4巻第4号
  - 〈小説〉横光利一「盲腸」、川端康成「梅の雄蕊」、中河与一「孫逸仙の友」、衣巻省三「敷布のテント」
  - 〈戯曲〉池谷信三郎「帰ってきた噂」
  - 〈詩〉萩原恭次郎「霧の中を急ぐ足音」、
  - 〈随筆〉中河与一「鷹野さんの写真」、菅忠雄「引越と『古い新芽』」、秋山六郎兵衛「牧野信一『鱗雲』」、江馬修「兎の棲家」、小野勇「今日の花」、岸田国士「端役」、佐々木俊郎「黒島伝治『彼等の一生』」、
  - 〈評論〉片岡鉄兵「止めのルフレエン」、「山田清三郞『紙幣束』」、麻生義「未来の芸術作品」、大木雄三「片岡鉄兵『現代の生活』」、小野勇「芥川龍之介『河童』」、神崎清「十一谷義三郎・一夜」、今日出海「老いたるプール・ブルヂエ」、庄野義信「山田清三郞『紙幣束』」、高群逸枝「凡庸非凡庸」、戸川貞雄「月次な感想」、富沢有為男「山田清三郞『紙幣束』」、豊島与志雄「小説と戯曲との間」、林房雄「割りきれる作品」、舟橋聖一「十一谷義三郎『一夜』」、丸山清「荒唐無稽派のこと」、森本厳夫「崇拝虚妄」
  - 〈時評〉横光利一「文藝時評――文学としてのプロレタリア文学の没落性と新感覚派」、伊藤永之介「作品評的の時評」、金子洋文「岡下一郎『戸籍謄本』」、ささきふさ「一服」
  - 〈その他〉須山計一「文壇漫画集」

- 1927年（昭和2年）5月号・第4巻第5号
  - 〈小説〉川端康成「柳は緑 花は紅」
  - 〈随筆〉川端康成「『伊豆の踊子』の装幀その他」、芥川龍之介「耳目記」
  - 〈和歌〉室生犀星「発句」

## 終刊とその後
『文藝時代』の主要メンバーの横光利一などが作家として成功し、他の大きな商業雑誌にも迎えられるようになるにつれ、「既成」「新進」といった区別が実質上なくなり、同人の『文藝時代』への寄稿が遅れたり、次第に同人があまり書かなくなったりという状況にもなった。新感覚派的表現について川端康成は、1925年（大正14年）3月号で「少女時代に洋装してゐたからと云つて、大人になつてからまで洋装するかどうかは、今後の問題だ」とも語っていた。
また、次第に隆盛になってきたプロレタリア文学の方に共鳴していった片岡鉄兵が左傾化したのをはじめ、新感覚派と親しかった学生の藤沢桓夫や武田麟太郎もプロレタリア文学運動に加わっていった。石濱金作も転換し、今東光と鈴木彦次郎も旧労農党に加入してしまい、横光はかなり動揺した。
泰然自若としていた川端は、プロレタリア文学は否定してはいなかったが、元々唯心論や心霊的な世界観を持っていたためマルクス主義の唯物史観には馴染めなかった。また、プロレタリアの正義が「知識階級の生活感情に新しい芸術的な触れ方を見出してゐない」ことを疑問視していた川端は、「知識階級の人々の苦悶を新しく解決するのでなければ」、人は文芸として満足することができないとしていた。
当初は同人の輪番制だった編集も、大正末ごろから金星堂の編集に変り、1926年（大正15年）12月号の編集後記には、「今月号は同人の名がタッタ三人しか見当らない。寂しい気がする、ぐらゐで勘弁願へればいゝが、これでは同人雑誌の意味をなさぬ、怪しからん、と云はれたら一言もない」といった不満が書かれた。
翌年1927年（昭和2年）3月号の編集後記では、「毎号同じ顔触も、いたづらに読者を倦怠にみちびく恐れあり、ひいては雑誌の売行上多大の影響を与へる点から、同人の方達に諒解の上、今月の本誌から、同人雑誌の概念を一掃した」という告知もなされた。この頃、プロレタリア系の『文藝戦線』が発禁となったため、左翼系の作家が『文藝時代』に小説を連載するなど、実質的には「新感覚派」の雑誌ではなくなっていた。
『文藝時代』自体の売上げもふるわなくなって、終りの方では7割の返品にもなっていた（経営難）。そうしたことからも、金星堂の社長・福岡益雄から休刊が提案され、1927年（昭和2年）5月号（第4巻第5号）をもって通巻32冊で廃刊することとなった。
『文藝時代』の終刊後、川端と横光が一緒に同人になった雑誌は、堀辰雄・深田久弥・永井龍男・吉村鉄太郎らが1929年（昭和4年）10月に創刊した『文學』であった。同人誌『文學』は、『詩と詩論』（1928年創刊）と同様に、ヴァレリー、ジイド、ジョイス、プルーストなどの新心理主義を紹介した雑誌で、「意識の流れ」などを取り入れた方法を模索していた。
この昭和初頭の頃は、プロレタリア系の作家が「ブルジョア文学を撲滅しろ」「ブルジョア作家は抹殺しろ」と気勢を上げ、「全日本無産者芸術連盟」（機関誌『戦旗』）などの左翼文学者が文壇の跳梁となり、その圧力で純文学が凌駕されていた時期だった。そうした風潮に異論を呈した堀に共鳴した川端も、それまで堪え忍んできた左翼作家の「退歩」具合に「厭気」がさし、「政治上の左翼」が今では「文学上では甚だしい右翼」になっていると怒りを表明して、横光とともに堀の同人となった。
その後、川端は「プロレタリア作家が生かして」描こうとしなかった浅草を舞台としたモダニズム文学「浅草紅団」で浅草ブームを起し、横光は新心理主義の手法をヒントに新しい文体に挑んだ「機械」を発表し高い評価を受けた。

## 文学史的評価
20世紀前衛芸術派の一翼を担っていた存在として活動した『文藝時代』は、プロレタリア文学系の『文藝戦線』とともに、大正後期から昭和初期にかけ、文学史的に大きな二大潮流を築いたと位置づけられている。日本文学史で関東大震災翌年の1924年（大正13年）以降を「近代後期」とみなすのは、この年に時代の潮流を築いた二つの雑誌が創刊されたからである。
『文藝時代』は3年足らずで終刊となったが、それまでの旧弊とした文壇に新風を吹込み、次代の昭和初期の文学への活気の源泉になったと位置づけられ、そうした、既成文壇とは異なる新しい動きを目指したこと自体に大きな意義があったとも評価されている。当時の文学青年や新作家たちも、『文藝時代』創刊を歓迎していたとされる。
当時学生だった高見順は、新感覚派の『文藝時代』が『新潮』の堀木克三や藤森淳三、生田長江などの「既成作家や旧文壇御用の月評家たちから、クソミソにやっつけられていた」ことに触れつつ、40銭の『文藝時代』創刊号を大学前の郁文堂で購入した時の感激を、「ともあれ、私たちは、あの『文藝時代』の創刊号をどんなに眼を輝かして手にしたことか」と述懐しつつ以下のように語っている。
伊藤整は、新感覚派は「その時代精神の文学における反映」という意味を持っていたとし、新感覚派の『文藝時代』の発刊により「日本文学が初めてヨーロッパの現在の文学と歩調を共にした」と位置づけながら、第一次世界大戦後にヨーロッパ文学が突然変化したことを実感した日本文学者が、それに応じて「現在の文学」を作らなければならないと意識したことは偉大なことだったとして、「息せき切って、多くのものを見落し、飛び越えながら彼等（西欧作家）に追いついたと日本の作家が感じた」スタートがこの時（『文藝時代』創刊）ではないかと考察している。
そして伊藤は、『文藝時代』の新感覚派文学や、それに続く新興芸術派、新心理主義系の「モダニズム」作家たちは、新たなヨーロッパ文学への「追跡の無理」のため、同時に多くの欠点や弱点もまた持たなければならなかったとし、近代ヨーロッパを模倣しつつも、ヨーロッパとは近代化への変遷や文化の異なる日本では、西欧の風俗や流行、思想の名称など、日本人の生活の実質とは基本的には結びつかない現象面だけの模倣になる傾向が強いことを指摘しつつ、その文学運動が長続きしなかった根本原因を、次のように解説している。
しかしながら、そうした弱点を持っていたにもかかわらず、「時には外国作家の形式を模倣すること」により、新たな形式を作り出した『文藝時代』を皮切りにした新文学運動は、「そこへ生活意識をはめ込んで育てる」という、元とは逆現象的な実験に、「血肉を注いだ」と評価し、その実験の半分を担っていたともいえる『文藝戦線』や『戦旗』は「新しい倫理的秩序のために生活意識を作り出す」という形の実験操作をしたと伊藤は捉えている。
高見順は、『文藝時代』同人らが表現を第一義的なものとすることによりプロレタリア派に抵抗したことを指摘しつつ、「プロレタリア派を呑み込むことによって、それに抵抗」した新感覚派系の「不断の歯痛」こそが、大正文学には無かったものとして、昭和文学史に彼らの雑誌が位置づけられる所以に触れている。
平野謙は『昭和文学史』の中で、既成文学への抵抗を試みた点において、「芸術革命」の『文藝時代』の新感覚派と、「革命芸術」のプロレタリア文学派は、同床異夢的な共同戦線を張っていたという見解を示している。
平野は、田虫にあやつられモスクワ遠征に失敗するナポレオンを描いた横光の「ナポレオンと田虫」における「（ほとんど神のような絶対者の立場に近い）田虫にあやつられ、自立性を喪失する人間のすがた」と、疥癬によって密航を阻まれ、最終的に刑死した吉田松陰を描いた菊池寛の「船医の立場」における人間ドラマとの決定的な相違に触れつつ、そこに「一見同一のテーマを追求しながら、菊池寛が芸術の内容（素材）的価値を主張したのに対して、横光利一が形式主義的な芸術論を提唱しなければならなかったゆえん」があるとして、横光の「静かなる羅列」にも見られたその「人間性喪失」のテーマが、ある点でプロレタリア派と共通する面があったとしている。
『文藝時代』が作り出した気運は、その後の新たな芸術派のグループ結成や同人誌創刊にも影響を与え、春山行夫、北川冬彦、三好達治らによる1928年（昭和3年）9月創刊の『詩と詩論』や、淀野隆三らによる1930年（昭和5年）5月創刊の『詩・現実』が生れることにも繋がった。